# Bernie Bickerstaff
Bernie Bickerstaff, oficjalnie Bernard Tyrone Bickerstaff (ur. 11 lutego 1944 w Benham) – amerykański trener koszykarski, obecnie starszy doradca w zespole Cleveland Cavaliers.
Swoją karierę trenerską rozpoczął gdy w 1968, po ukończeniu studiów na uniwersytecie San Diego, jego ówczesny trener Phil Woolpert zaproponował mu pozycję asystenta w swojej kadrze. Po trzech sezonach Woolpert zrezygnował, a pozycję głównego trenera przyznano Bickerstaffowi, który prowadził „Toreros” przez kolejne 4 lata. W sezonie 1972/1973, drużyna pod jego prowadzeniem zanotowała bilans 19-9, kończąc jego czteroletni okres pracy z wynikiem 54-49. Po zakończeniu sezonu, Bickerstaff przyjął propozycję złożoną przez trenera Washington Bullets K. C. Jonesa, i został jego asystentem. Po 12 sezonach, po raz pierwszy w karierze został głównym trenerem w zawodowym sporcie, otrzymując posadę w Seattle SuperSonics. W ciągu pięciu lat pracy z Sonics, jego największym osiągnięciem było dotarcie do finału konferencji zachodniej w 1987. W latach 1990–1997, Bickerstaff był prezydentem oraz generalnym managerem Denver Nuggets, a także ich trenerem od 1994 do 1996 roku. Pod koniec XX wieku był głównym trenerem w Washington Bullets.
W 2003 został mianowany generalnym managerem oraz trenerem nowo powstającego zespołu NBA Charlotte Bobcats, skąd odszedł w 2007. Przed sezonem 2012/13 został mianowany asystentem Mike’a Browna w Los Angeles Lakers. Gdy Browna zwolniono w listopadzie tego samego roku, został on asystentem następnego trenera Lakers Mike D’Antoniego.
W 2004 do sztabu trenerskiego Charlotte Bobcats dołączył w roli asystenta jego syn – J.B. Współpracowali razem do 2007.